# Jardim Botânico da Universidade de Coimbra

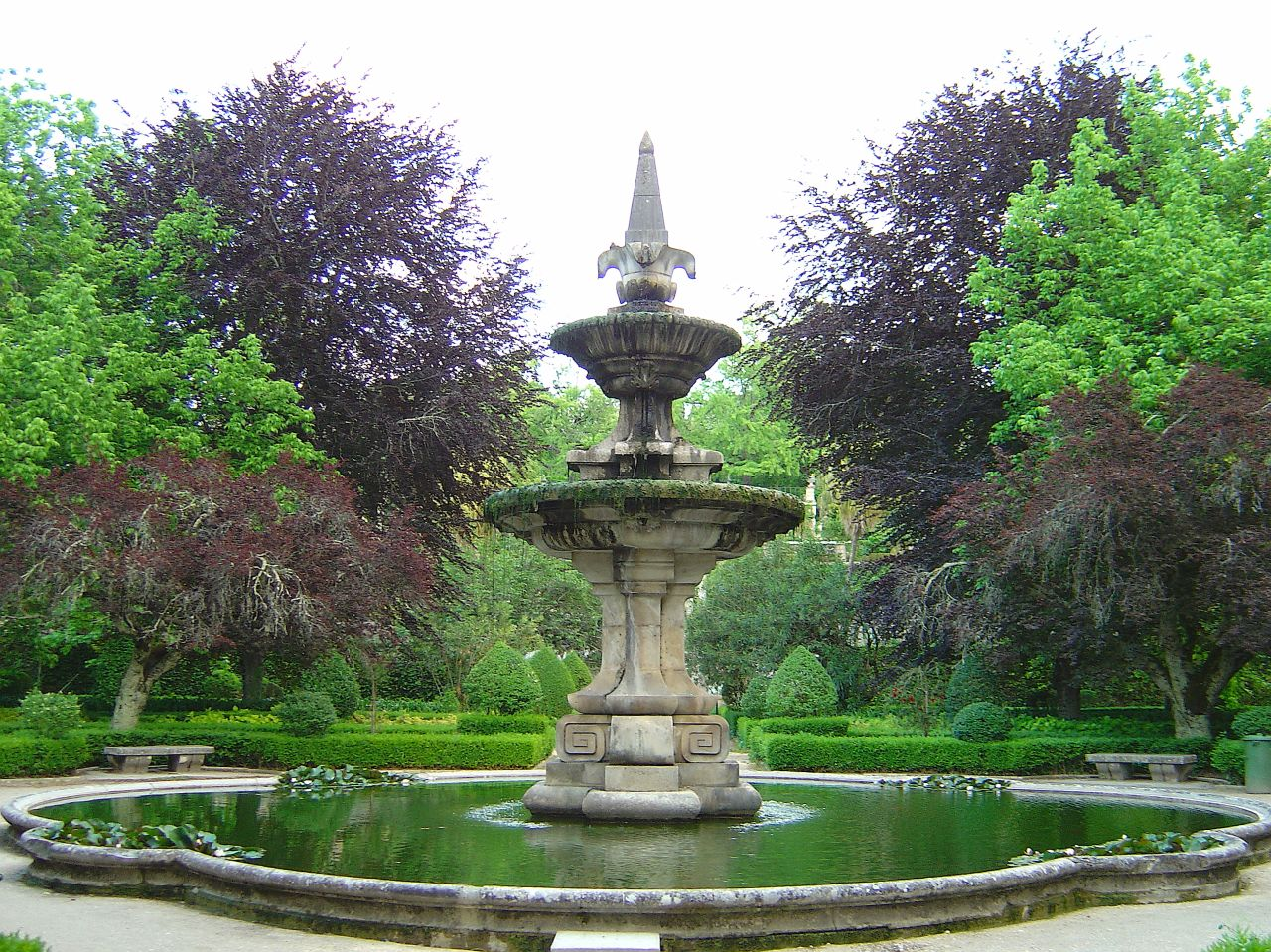
Jardim Botânico da Universidade de Coimbra

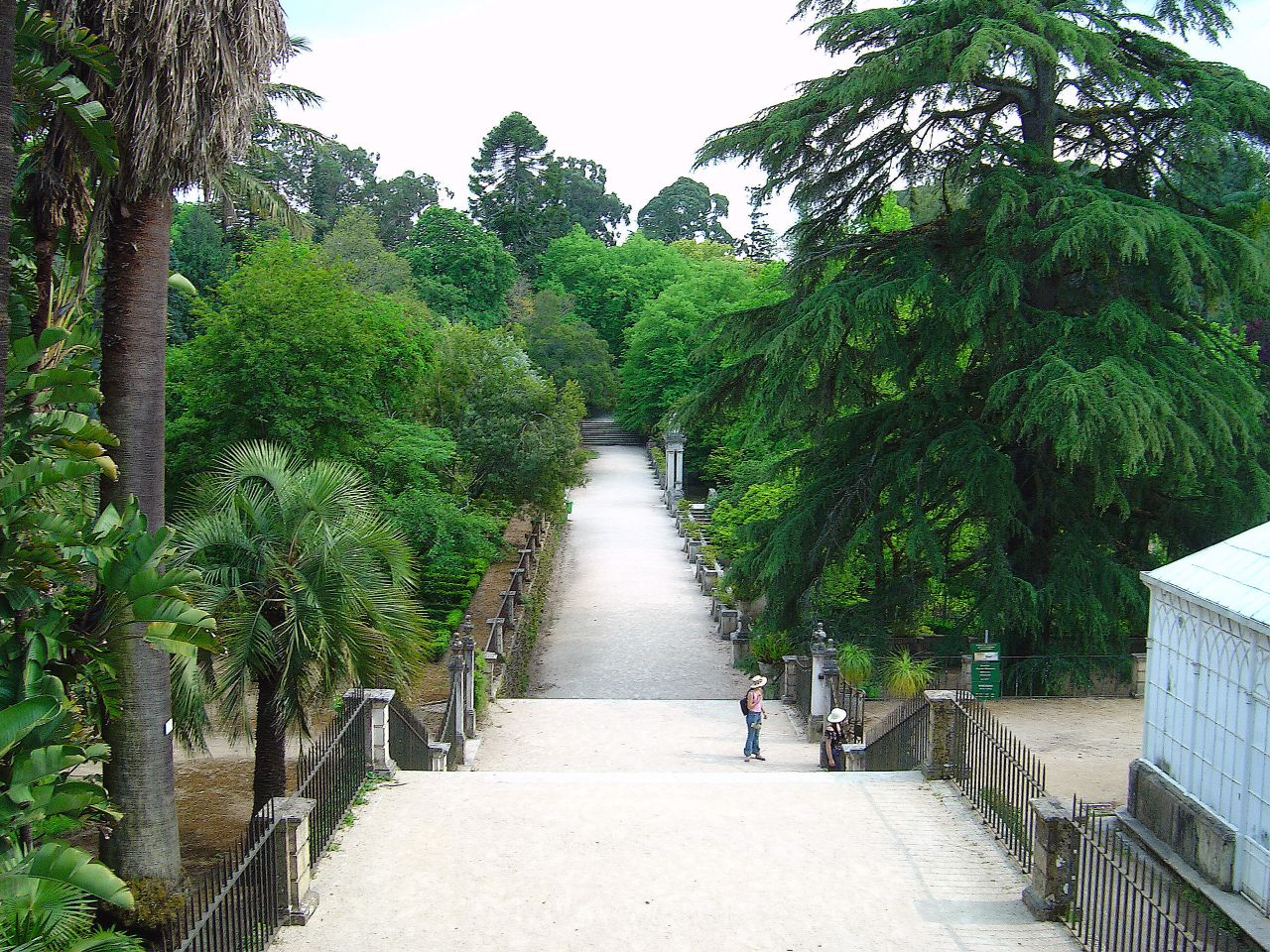
Jardim Botânico da Universidade de Coimbra

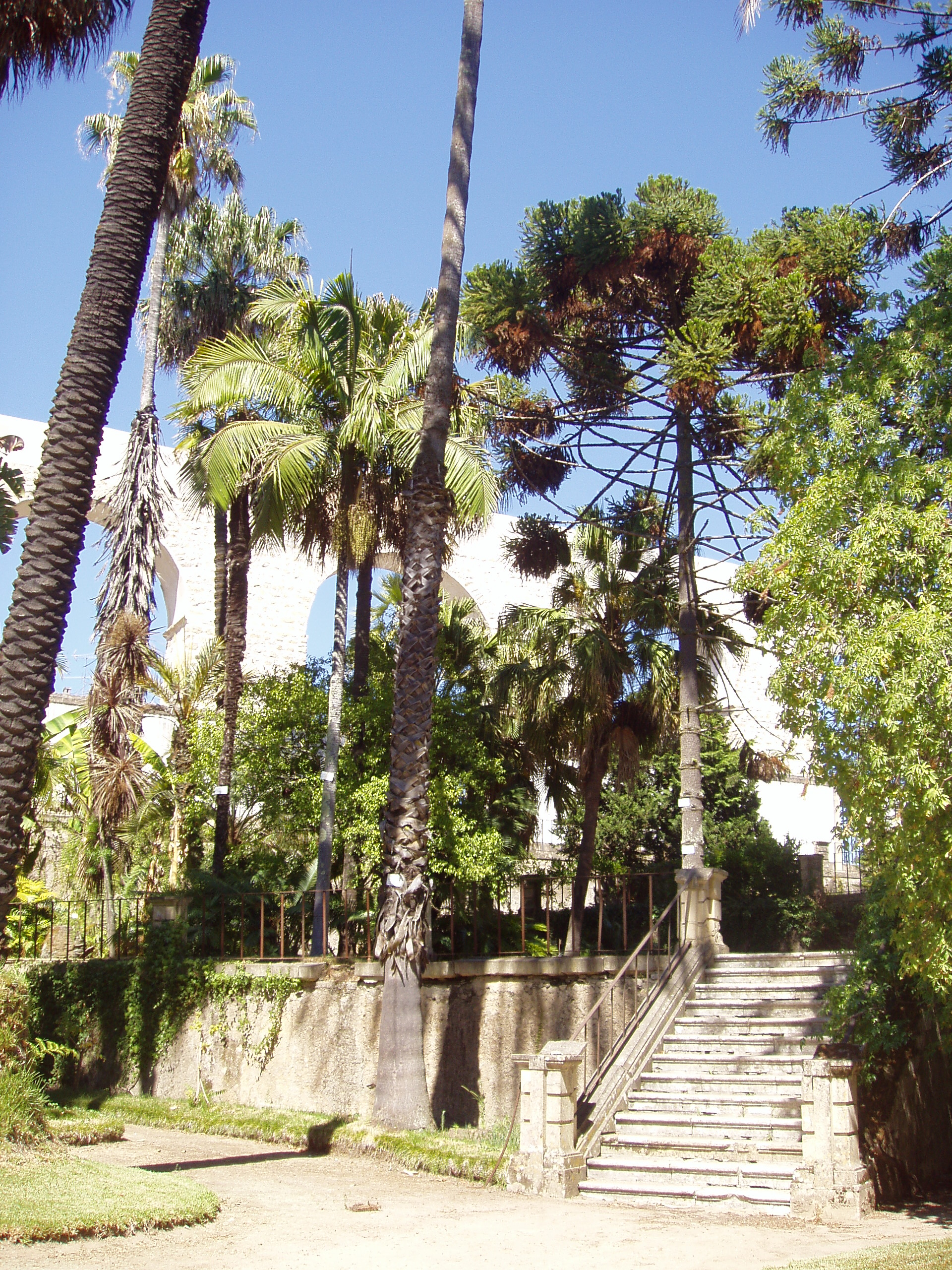
Jardim Botânico da Universidade de Coimbra

O Jardim Botânico da Universidade de Coimbra é um jardim botânico com 13,5 hectares de área, situado em Coimbra, Portugal.
É membro da Associação Ibero-Macaronésica de Jardins Botânicos e da BGCI (Botanical Gardens Conservation International), e apresenta programas de conservação para a International Agenda for Botanic Gardens in Conservation.
O Jardim Botânico da Universidade de Coimbra encontra-se classificado como Imóvel de Interesse Público desde 1996.

## Localização
O Jardim Botânico da Universidade de Coimbra situa-se junto ao Departamento de Ciências da Vida da Faculdade de Ciências e Tecnologia da Universidade de Coimbra, na Calçada Martim de Freitas junto ao Aqueduto de S. Sebastião na freguesia de Almedina.
- Telefone: +351 239 855 215
- Correio electrónico: jardim.botanico@uc.pt

## História
Houve uma primeira tentativa em 1731, de estabelecer um jardim botânico em Coimbra, com um projecto elaborado por Jacob de Castro Sarmento, tendo como referência o Chelsea Physic Garden, de Londres.
No entanto, apenas em 1772, fundado como parte integrante do "Museu de História Natural" instituído pelo Marquês de Pombal, surge o "Jardim Botânico da Universidade de Coimbra", como consequência da reforma pombalina dos estudos universitários. O projecto de Castro Sarmento foi considerado pelos professores muito modesto pelo que decidiram ampliá-lo para cumprir os requisitos do Marquês de Pombal. Os trabalhos iniciaram-se em 1774.
Ao princípio, as responsabilidades recaíram sobre Domingos Vandelli, e a partir de 1791, a Avelar Brotero, professor de Botânica e Agricultura. Este ilustre botânico ampliou o jardim, com a aquisição de um terreno da quinta dos Padres Marianos (1809).
Em 1873 é nomeado director Júlio Henriques. Intensifica a troca de plantas com os principais  jardins de Portugal Continental, Açores, Europa e outras partes do mundo, sobretudo da Austrália. Refere-se que Júlio Henriques conseguiu do Jardim Botânico de Buitenzorg, em Java, sementes da espécie Cinchona, de cuja cortiça se extrai a quinina, para combater a malária que nessa época, em Portugal e nos territórios ultramarinos, dizimava a população. Foi sua a iniciativa de fundar a "Sociedade Broteriana", destinada a reunir os botânicos, e outros especialistas interessados também em botânica. Em 1880 iniciou-se a publicação do "Boletim da Sociedade Broteriana", revista de carácter científico que actualmente continua a publicar-se. Foi Júlio Henriques o primeiro que se referiu em Portugal aos trabalhos de Charles Darwin, sendo o primeiro darwinista a manifestar as suas opiniões entre os biólogos portugueses.
O botânico Luís Wittnich Carrisso, desde o ano em que passou a professor catedrático, de 1918 até à data da sua morte em 1937, ao assumir a direcção deste jardim, enriqueceu-o muito com novas plantas, nomeadamente com plantas exóticas africanas, a maioria originárias de Angola.
Desde Setembro de 1997 a direcção do jardim organiza um programa de visitas livres e guiadas.

## Colecções
Entre as colecções das suas plantas destacam-se :
- Plantas tropicais
- Colecção de narcisos
- Ornithogalum
- Plantas suculentas
- Colecção de coníferas
- Colecção sistemática
- Plantas ornamentais
- Myrtaceae
- Leguminosae
- Aceraceae
- Rosaceae